# Chrysopa luederwaldti
Chrysopa luederwaldti är en insektsart som beskrevs av Navás 1923. Chrysopa luederwaldti ingår i släktet Chrysopa och familjen guldögonsländor. Inga underarter finns listade i Catalogue of Life.